# Kimberley (British Columbia)
Kimberley ist eine Kleinstadt im Südosten der kanadischen Provinz British Columbia. In der Sprache der ansässigen First Nation vom Stamm der Kutenai heißt die Stadt k̓ukamaʔnam (sinngemäß: „Straße, die hinunterführt“).
Die Ansiedlung wurde 1896 nach der Kimberley Mine in Kimberley (Südafrika) benannt. 1944 wurde ihr das Stadtrecht verliehen.
Zwischen 1917 und 2001 war die Sullivan Mine in Kimberley die weltgrößte Blei- und Zinkmine.

## Demographie
Der Zensus im Jahr 2011 ergab für die Gemeinde eine Bevölkerungszahl von 6.652 Einwohnern. Die Bevölkerung der Stadt hatte dabei im Vergleich zum Zensus von 2006 um 8,4 % zugenommen, während die Bevölkerung in der Provinz British Columbia gleichzeitig nur um 7,0 % anwuchs.

## Wirtschaft
Das Durchschnittseinkommen der Beschäftigten in Kimberley lag im Jahr 2006 bei 22.253 C $, während es in der Provinz British Columbia 24.867 C $ betrug.

## Verkehr
Durch Kimberley führt der British Columbia Highway 95A. 20 Kilometer südöstlich der Stadt liegt der Cranbrook/Canadian Rockies International Airport.
Öffentlicher Personennahverkehr wird örtlich und regional mit einer Verbindung nach Cranbrook durch das „Kimberley Transit System“ angeboten, welches von BC Transit in Kooperation betrieben wird.

## Tourismus
Heute ist der Tourismus rund um das Kimberley Alpine Resort, ein Wintersportgebiet, und die Kimberley Underground Mining Railway, eine Untergrund-Mineneisenbahn mit einer 230 m langen Bergbauausstellung, Haupteinnahmequelle der Stadt.
In der Stadt befindet sich die „größte frei stehende Kuckucksuhr Kanadas“.

## Söhne und Töchter der Stadt
- Len Barrie (* 1969), Eishockeyspieler und -funktionär
- Don Martineau (1952–2006), Eishockeyspieler
- Gerry Sorensen (* 1958), Skirennläuferin
- Jason Wiemer (* 1976), Eishockeyspieler